# Heleophryne purcelli
Espèce
Statut de conservation UICN

 LC  : Préoccupation mineure
Heleophryne purcelli est une espèce d'amphibiens de la famille des Heleophrynidae.

## Répartition
Cette espèce est endémique du Cap-Occidental en Afrique du Sud. Elle se rencontre de 60 à 1 770 m d'altitude dans les monts Cederberg et Langeberg.

## Étymologie
Cette espèce est nommée en l'honneur de William Frederick Purcell.

## Publication originale
- Sclater, 1898 : List of the reptiles and batrachians of South Africa, with descriptions of new species. Annals of the South African Museum, vol. 1, p. 95-111 (texte intégral).